# Символ конца доказательства
Символ конца доказательства (∎, «символ Халмоша», англ. Halmos, tombstone «надгробный камень») — типографский символ, используемый в математике для обозначения конца доказательства вместо сокращения Q.E.D. латинской фразы quod erat demonstrandum — «что требовалось доказать». Также используется в некоторых журналах в качестве символа конца статьи.
Символом Халмоша называется в честь математика Пола Ричарда Халмоша, который впервые использовал данный символ в математическом контексте в книге Теория меры (англ. Measure Theory) 1950 года. 
В Юникоде в качестве заполненного прямоугольника представлен в блоке Математические операторы (англ. Mathematical Operators) под кодом U+220E и названием end of proof. Схожие по начертанию символы присутствуют и в качестве геометрических фигур в соответствующем блоке: ■, ▮.
В системе компьютерной вёрстки ΤΕΧ символ доступен под командой \qedsymbol или \qed, а также автоматически проставляется в конце окружения proof пакета amsthm из AMS-LaTeX.